# Râul Giuroc
Râul Giuroc este un afluent al râului Măgheruș. 

## Hărți
- Harta județului Timiș